# Chrysopa atrioris
Chrysopa atrioris är en insektsart som beskrevs av Banks 1920. Chrysopa atrioris ingår i släktet Chrysopa och familjen guldögonsländor. Inga underarter finns listade i Catalogue of Life.